# Cupra Formentor
El Cupra Formentor es un SUV compacto deportivo fabricado por la compañía española SEAT bajo su firma Cupra. El primer Conceptcar para dicho modelo fue presentado el 22 de febrero de 2019. Se trata de un SUV deportivo que se posiciona debajo del Ateca y que monta una motorización híbrida enchufable, posteriormente se presentó en el Salón del Automóvil de Ginebra de 2019.
El modelo fue lanzado al mercado en septiembre de 2020. Los rasgos de diseño del modelo toman su base del SEAT Tarraco y anticipan trazas para el nuevo SEAT León 2020. El nombre del modelo hace referencia como todos los modelos de SEAT a toponimia de España esta vez al Cabo de Formentor ubicado en las Islas Baleares.

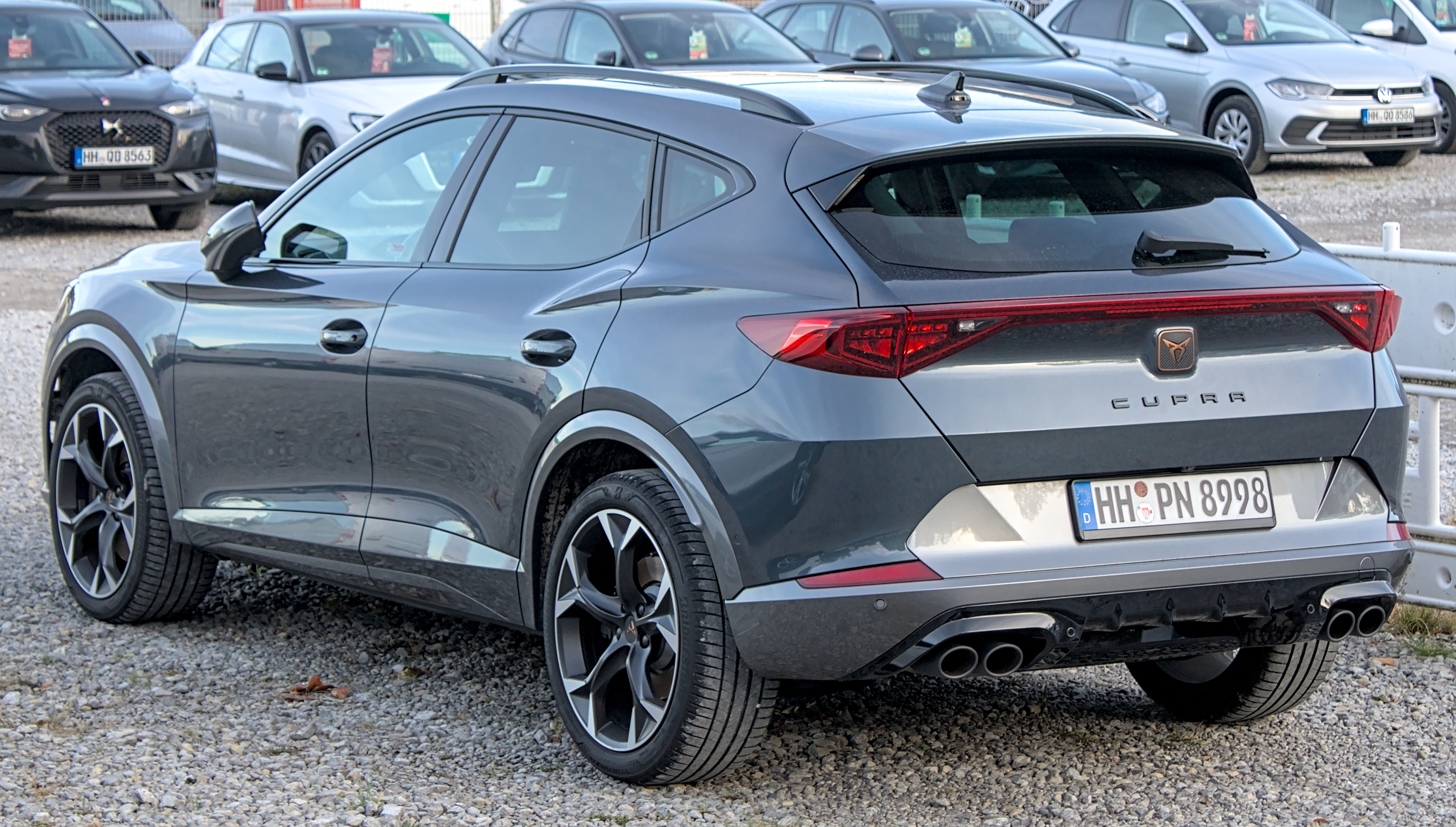
Cupra Formentor vista posterior.
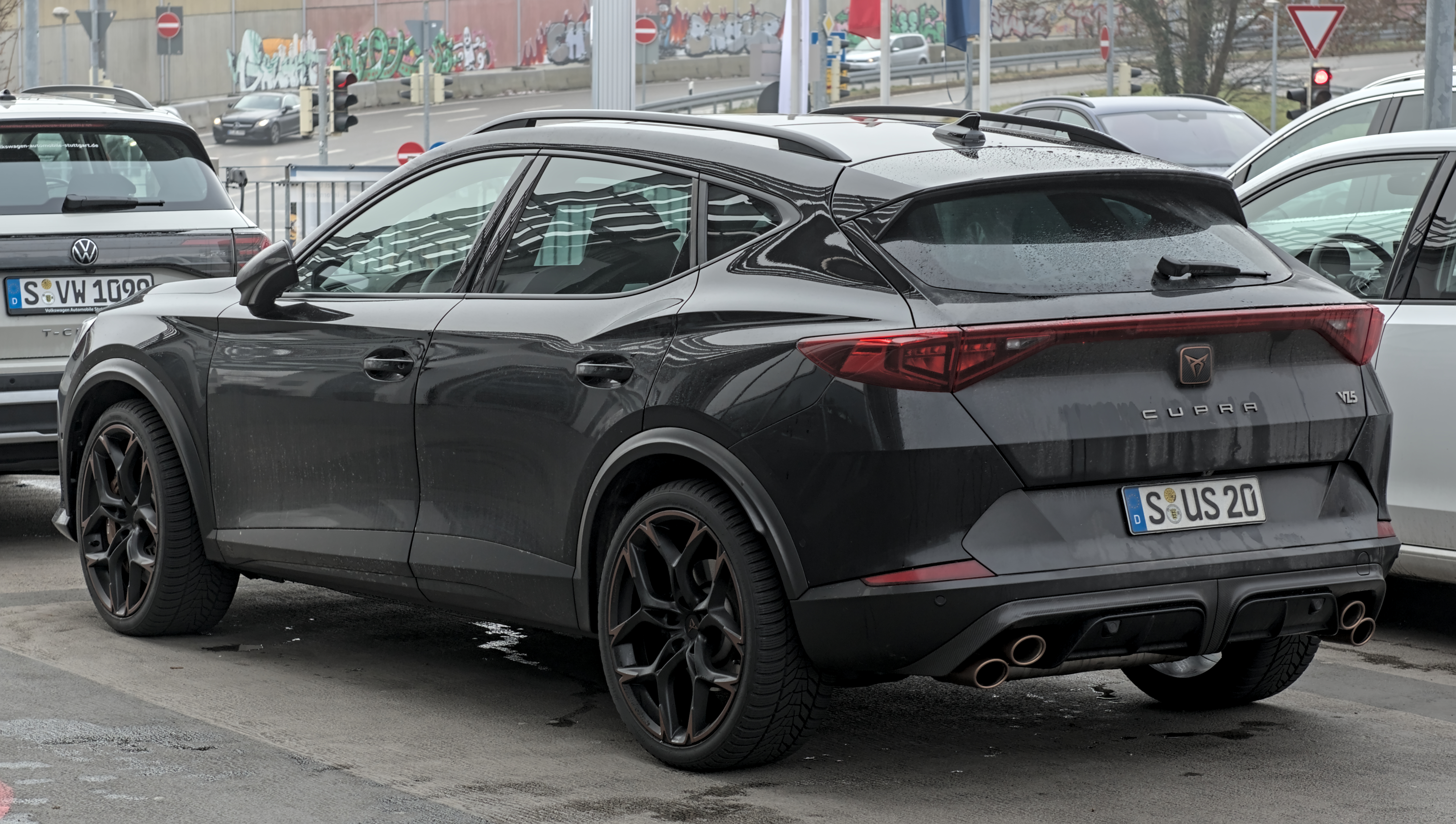
Cupra Formentor VZ5 vista posterior.
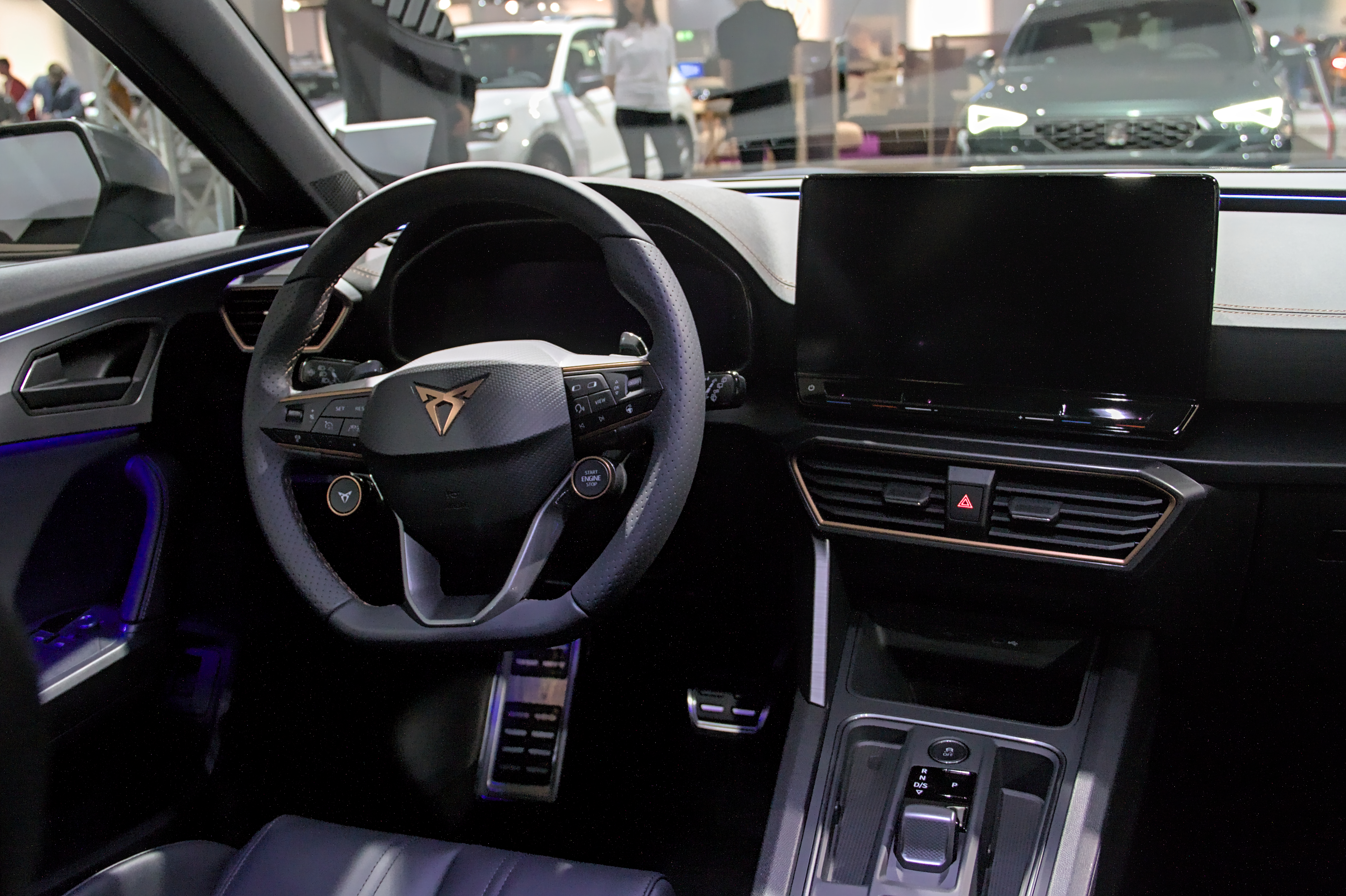
Interior del Cupra Formentor VZ5.
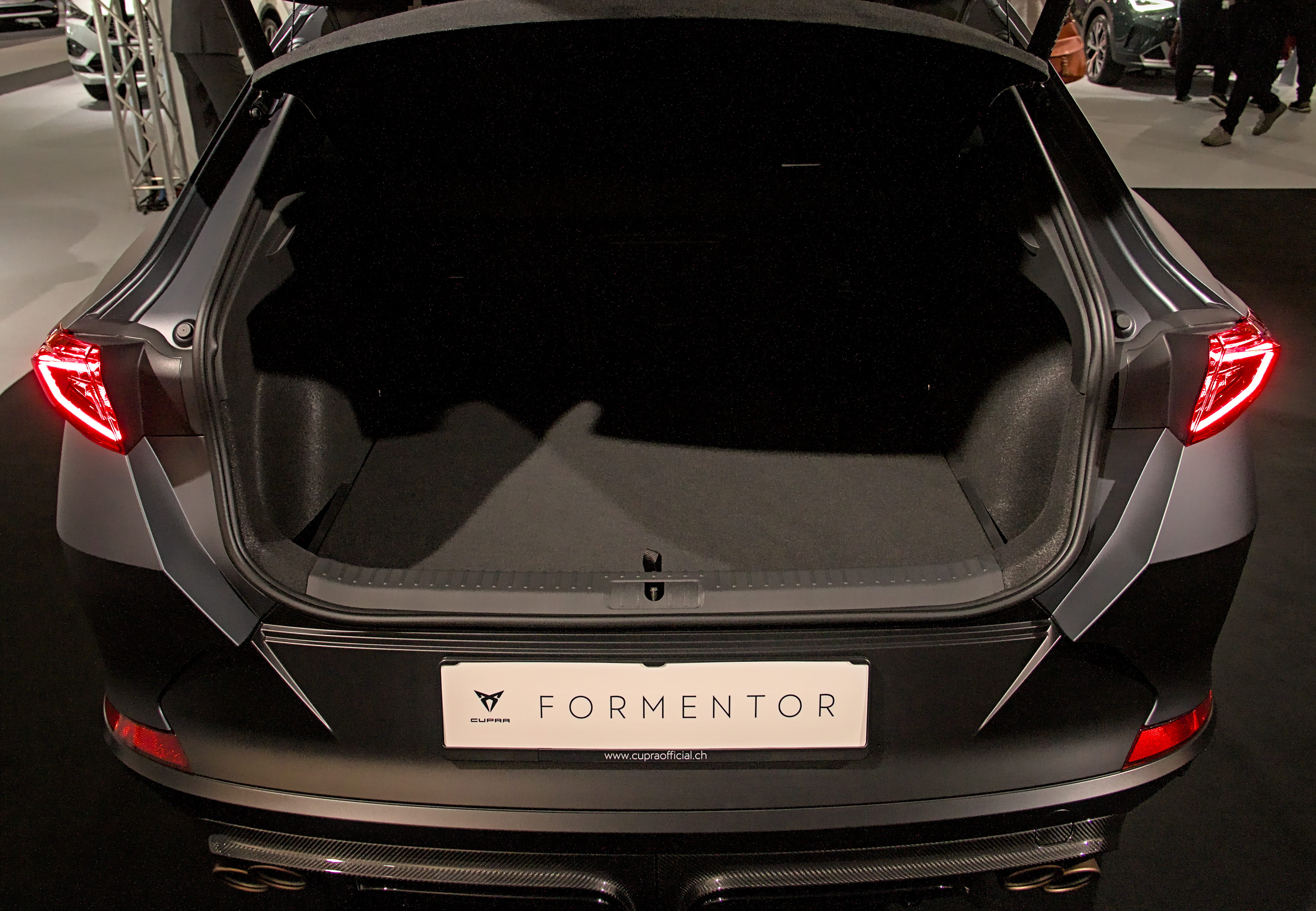
Maletero Cupra Formentor VZ5.

## Vida comercial
El CUPRA Formentor se empieza a vender a finales de 2020, la versión comercial cambia poco con respecto al prototipo presentado en 2019.
El nuevo modelo se ofrece en 2 acabados, la versión normal y el tope de gama denominado VZ que significa veloz, solo asociado al motor de 310 CV, el equipamiento es similar al del nuevo león con el que comparte, plataforma, motores y el interior, cuenta con 9 colores de carrocería: Blanco, Plata Urban, Negro Midnight, Gris Magnetic, Rojo Desire, Gris Graphene, Dark Campouflage, Gris Magnetic Mate y Azul Petrol Mate. Al ser el primer modelo de Cupra sin homólogo con SEAT, la marca ofrece desde un principio una edición especial de lanzamiento ‘Launch Edition’, asociado al acabado VZ que incluye todos los extras y como característica ofrece el interior de piel de color Azul Petrol, a juego con el color de carrocería Azul Petrol Mate y llantas de aleación exclusivas en color Copper. El 22 de febrero de 2021 se presenta el Cupra Formentor VZ5, con 390cv, que se lanza al mercado como edición limitada a 7000 unidades repartidas en los diferentes mercados donde opera la marca, esta versión incluye detalles específicos, que lo caracteriza como piezas de la carrocería en fibra de carbono, opcional de llantas en 20", color gris opcional, mientras que el interior incorpora tapicería marrón y unos asientos semi-baket en opcional, similares a los que tenía el prototipo.
En 2024 el Cupra Formentor recibe una actualización con un rediseño de su frontal y nuevo logotipo trasero integrado en los faros, detalles que incorporaron los nuevos modelos de Cupra, para diferenciase más de los modelos de SEAT.

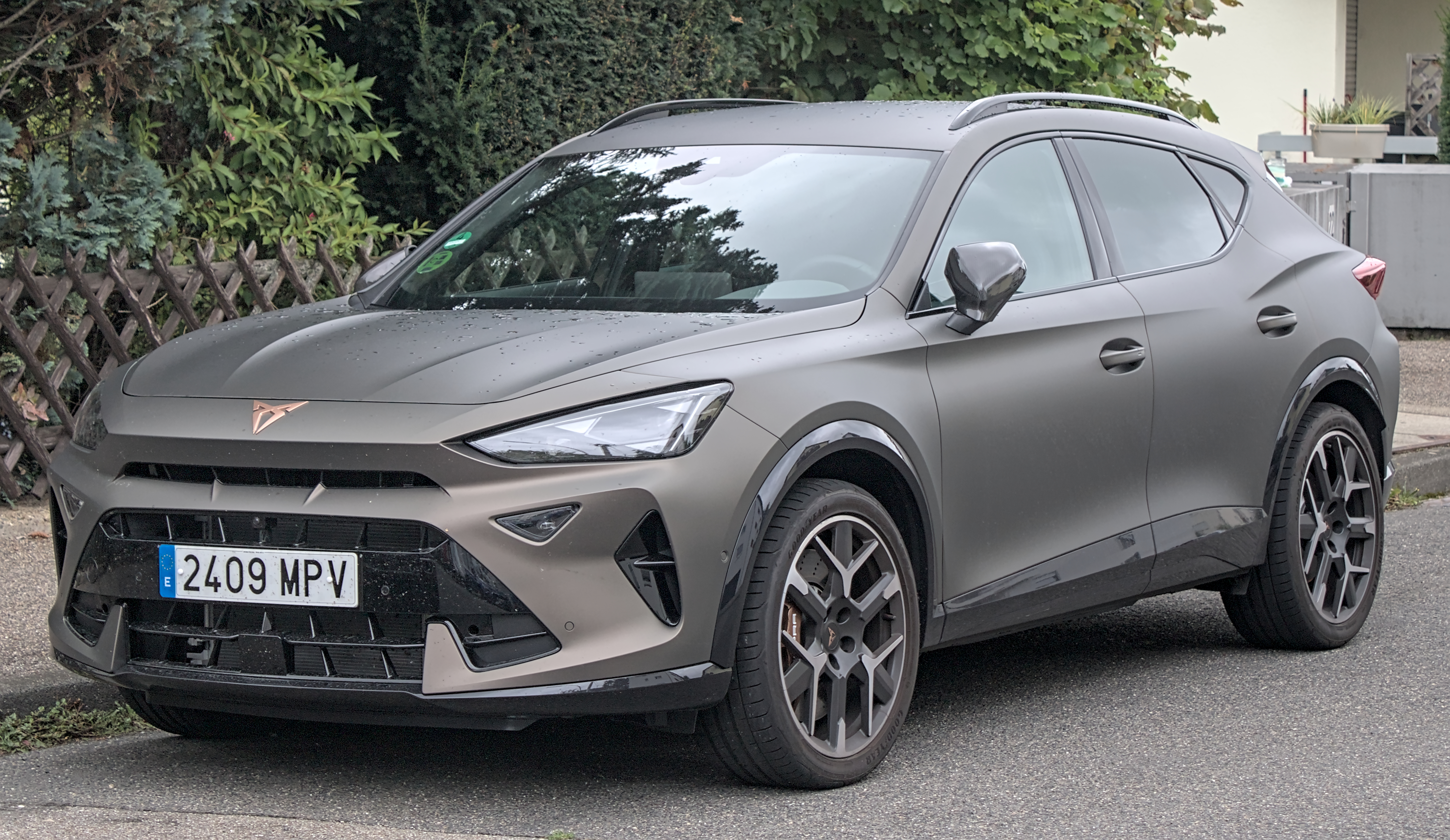
Cupra Formentor frontal rediseño 2024.
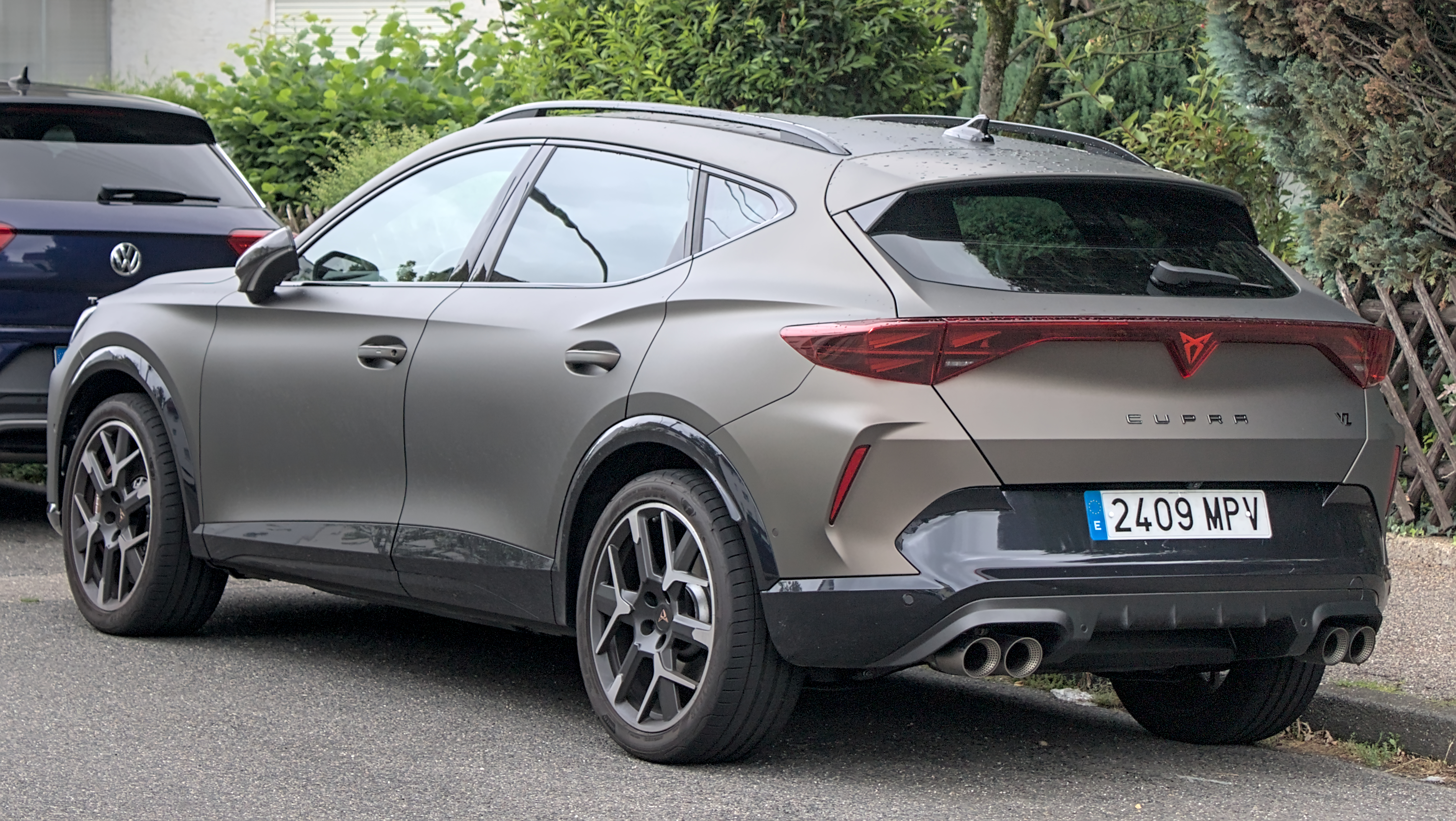
Cupra Formentor vista posterior del rediseño 2024.

### Ediciones especiales/Series limitadas
| 2022 | Cupra Formentor VZ5 Taiga Grey   | VZ5 |  |
| Edición limitada a 999 unidades, a diferencia de un VZ5 este se diferencia en su color exclusivo de carrocería Gris Taiga, e incorpora en su equipamiento, faros matriciales de led, bucket con tapicería en cuero Nappa marrón con detalles en cobre, número de la unidad gravada en los paneles de puerta. |                                  |     |  |
| 2023 | Cupra Formentor VZ Tribe Edition | VZ  |  |
| Edición limitada disponible únicamente en dos colores colores gris Cliff o negro Midnight equipa llantas de 19 pulgadas en color negro mate, como motorizaciones 1.4 TSI o 2.0 TSI. |                                  |     |  |

## Seguridad
En 2021, el Cupra Formentor realizó las pruebas de choque de la EuroNCAP y consiguió una calificación de 5 estrellas:
| Ocupantes adultos:         | 93 % |
| Ocupantes infantiles:      | 88 % |
| Peatones:                  | 68 % |
| Asistencia a la seguridad: | 80 % |